# Nannocharax ansorgii
Nannocharax ansorgii es una especie de peces de la familia Citharinidae en el orden de los Characiformes.

## Morfología
Los machos pueden llegar alcanzar los 3,7 cm de longitud total.

## Hábitat
Vive en zonas de clima tropical (22 °C-26 °C).

## Distribución geográfica
Se encuentran en África.